# Depramina
La Depramina (INN; GP-31,406), también conocida como imipramina (BAN) y como 10,11-dihidro imipramina, es un antidepresivo tricíclico (TCA) que nunca se comercializó.